# Wang Qiang (komponist)
 Der er flere personer med dette navn, se Wang Qiang.
Wang Qiang (født 23. januar 1935 i Shandong, Kina) er en kinesisk komponist og lærer.
Qiang studerede komposition på Musikkonservatoriet i Shanghai i (1955-1960). Hun har skrevet orkesterværker, kammermusik, operetter, kormusik, filmmusik og musik til tv. Qiang blev efter endt uddannelse lærer i komposition og teori på Musikkonservatoriet i Shanghai. Hun vandt første prisen ved World Youth Music Composition Competition i (1959) med sin komposition Flod af Lykke for kor. Hun lever i dag i Hong Kong, hvor hun stadig er aktiv.

## Udvalgte værker
- Ga Da Mei Ling (1960) - for cello og orkester
- Flod af Lykke (1958) - for kor
- La Ba og Gu (1980) - for orkester
- Passacaglia (2002) - for orkester